# JPEG 2000
JPEG 2000 (ISO-Standard 15444) ist ein Grafikformat für Rastergrafiken mit Bildkompression, wie zum Beispiel auch PNG oder GIF. JPEG 2000 basiert jedoch auf der diskreten Wavelet-Transformation (DWT). Wie das bekannte JPEG ist es von der Joint Photographic Experts Group herausgegeben. JPEG 2000 ermöglicht sowohl verlustfreie als auch verlustbehaftete Kompression. Mit dem Format lassen sich gute Komprimierungsraten für fotoähnliche Bilder erreichen. Die Bilddateien können eine Reihe von Metadaten aufnehmen, welche das Verwalten und Auffinden der Bilder erleichtern.

## Vorteile gegenüber JPEG
JPEG 2000 bietet gegenüber JPEG einige Vorteile:
- Bessere Komprimierungsrate bei gegebener Qualität (Qualität etwa definiert durch objektive Metriken oder subjektive Tests)
- mehr als 8/12 Bits pro Farbkanal möglich.
- Bilder größer als 64000×64000 Pixel möglich.
- bestimmte Bildregionen von Interesse können in höherer Qualität komprimiert und dekomprimiert werden (ROI = Region of Interest)
- Bis zu 256 Farbkanäle. Das ermöglicht verschiedene Farbprofile wie RGB und CMYK in einem Bild sowie weitere ICC-Profile.
- Weitaus flexibler als JPEG – diverse Progressionsmodi, Bilder können nach diversen objektiven Qualitätsfunktionen optimiert werden.
- Raum für beliebige Metadaten in der Extensible Markup Language (XML-Format)
- Vorgeschriebener inkrementeller, d. h. schrittweiser Bildaufbau (in JPEG optional). Dadurch ist die Darstellung in geringerer Qualität durch einfaches Verwenden nur eines Teils der Originaldatei ohne Neuberechnungen möglich.
- JPEG 2000 unterstützt Alphakanäle zur Darstellung von Transparenz.

## Nachteile gegenüber JPEG
- Alle Erweiterungen von JPEG-2000-Dateiformaten, die über den reinen Bilddatenstrom hinausgehen (wie zum Beispiel Formate der Metadaten, Farbraumdaten), sind nicht gemeinfrei. Selbst für den Bilddatenstrom garantiert das JPEG-2000-Konsortium ausdrücklich nicht die Freiheit möglicher Lizenzansprüche Dritter.
- JPEG 2000 ist inkompatibel zu JPEG. Im Vergleich zu dessen quasi-universeller Nutzbarkeit, auf fast allen bildverarbeitenden Geräten und in nahezu jeder Software mit Grafikunterstützung, ist JPEG 2000 weniger verbreitet. Ursache dafür sind meist patentrechtliche Bedenken; wahrscheinlich auch die fehlende Abwärtskompatibilität zu älteren Programmen und Endgeräten.

## Stufen der Kompression
- Aufteilung des Bildes in Teilbilder
- Transformation des Farbraumes (wenn Farbbild)
- Diskrete Wavelet-Transformation der Teilbilder mit anschließender Trellis-Quantisierung
- Quantisierung
- A-Posteriori (Post-Compression) Rate-Verzerrung
- Entropiekodierung

Im Falle der verlustbehafteten Komprimierung wird die biorthogonale Cohen–Daubechies–Feauveau-9/7-Wavelettransformation verwendet. Die verlustfreie Kompression verwendet die biorthogonale CDF-5/3-Wavelettransformation (auch LeGall-5/3-Wavelettransformation genannt).
Die Dekomprimierung erfolgt entsprechend in umgekehrter Reihenfolge ohne Rate-Verzerrung.

## Verbreitungsgrad und Unterstützung
Das Format wird vor allem in professionellen Umgebungen wie Medizintechnik und Digitalkino (standardisiert von den Digital Cinema Initiatives) eingesetzt. Der Hauptgrund dafür ist vermutlich, dass der Vorläufer JPEG den meisten Nutzern ausreicht und dass durch Lizenzansprüche weniger freie Kodiersoftware verfügbar ist. Auch die teureren Hardware-Lösungen (wie z. B. Decoder-Chips in Digitalkameras) bremsen die Verbreitung für Privatnutzer.
Es gibt qualitative Unterschiede bei verschiedenen Dekodierern, die sich vor allem bei höheren Kompressionsraten bemerkbar machen.
Eine einfache, kostenlose Möglichkeit der Erstellung bieten ImageMagick, GraphicsMagick oder ExactImage, die auf der JasPer-Library beruhen. Unterstützt wird allerdings nur einfache Komprimierung.
Eine konsequentere Implementierung des JPEG-2000-Standards in freier Software versprechen das OpenJPEG-Projekt sowie die CQJ2K-Bibliothek.
Das Programm XnView in der Windows-Version (1.96) unterstützt das Speichern ohne Größeneinschränkung.
Für Adobe Photoshop gab es ab Version 5 bis CS3 ein optionales Plug-in; von Drittanbietern: ein kostenloses Plugin von fnord software, ein kostenloses Plugin mit umfassenden Softwarebibliotheken und Browser-Plug-ins von LuraTech Europe GmbH oder das für den nichtkommerziellen Einsatz kostenlose Plugin von LEAD Technologies, Inc. Heute unterstützen Adobes Produkte JPEG 2000.
Corel Paint Shop Pro Photo unterstützt in der Version 8 nativ das Lesen und Schreiben von JPEG 2000, PhotoLine unterstützt es, ebenso die Versionen SE Plus, Ai Studio, DC Pro Studio und HDR Studio der Scanner- und Bildbearbeitungssoftware SilverFast von LaserSoft Imaging.
Einige weit verbreitete Programme, wie zum Beispiel Microsoft Paint, unterstützen den Standard noch nicht. JasPer hat sich auf POSIX-kompatiblen Systemen als freie Alternative bewährt.
Mozilla Firefox unter macOS zeigt JPEG 2000 an. Damit Firefox in dieser Hinsicht eigenständig ist, wurde im Zuge des Summer of Code '07 ein Add-On für JPEG-2000-Unterstützung geschrieben. Dieser Code wurde allerdings nie in den Firefox-Kern aufgenommen.
Der Integration von JPEG 2000 in den Browser stehen weiterhin implementierungstechnische und patentrechtliche Probleme entgegen.
JPEG 2000 ist in das PDF-Format ab Version 1.5 integriert.
Das Programm VivaDesigner unterstützt ab Version 9 das Lesen von JPEG 2000.
Mathematica unterstützt das Lesen und Schreiben von JPEG 2000 nach ISO 15444-1.
Matlab unterstützt das Lesen und Schreiben von JPEG 2000 mindestens seit MATLAB 7.9 (R2009b).
Seit dem Update auf macOS 10.15 unterstützt Final Cut Pro X JPEG 2000 nicht mehr.
IrfanView kann mit Hilfe eines Plugins JPEG 2000 lesen und schreiben.

## Dateiformat und Codestream
Wie schon JPEG-1 unterscheidet JPEG 2000 einen sogenannten Codestream und ein Dateiformat. Während der Codestream ausreicht, um die Samples des Bildes zu decodieren, werden im Dateiformat zusätzliche Meta-Informationen wie etwa die Auflösung und der Farbraum des codierten Bildes gespeichert. Für das Dateiformat spezifiziert die ISO die Dateiendung .jp2, für den Codestream ist keine Dateiendung vorgesehen, da der Codestream als solcher nicht dazu gedacht ist, direkt als Datei gespeichert zu werden. Jedoch sind die Endungen .jpc, .j2c oder .j2k hierfür gebräuchlich.

## Beispielbilder
|  | 8,8-fach komprimiertes JPEG-Bild eines Grabmals im Camposanto Monumentale in Pisa.                    |
|  | Dasselbe Bild 66-fach komprimiert. Man erkennt deutlich die Blockartefakte.                           |
|  | Dasselbe Bild 66-fach mit JPEG 2000 komprimiert. Die Blockartefakte sind deutlich weniger ausgeprägt. |

|          |      |           |
| Original | JPEG | JPEG 2000 |

## Typische Eigenschaften
Durch die Wavelet-Transformation vermeidet JPEG 2000 im Gegensatz zu JPEG-1 störende Blockartefakte bei hoher Kompression. Stattdessen tendieren die Bilder zu Unschärfeartefakten sowie Schatten an harten Kontrasten. JPEG 2000 eignet sich besonders für große Bilder, da hier die größeren Blöcke bei Waveletfiltern Vorteile gegenüber den recht kleinen 8×8-Blöcken der DCT von JPEG-1 haben. Bei kleineren Bildern kann, je nach Bildinhalt, auch JPEG-1 einen Qualitätsvorteil bieten.

## Erweiterungen
Der JPEG-2000-Standard gliedert sich in 13 Unterstandards, die, angefangen vom Basis-Standard ISO/IEC 15444-1:2000, diverse Ergänzungen und Erweiterungen auf andere Anwendungsgebiete spezifizieren. Zu nennen sind hier etwa:
- 15444-2: Erweiterte Codierungsoptionen, etwa zusätzliche Farbräume, Trellis-Quantisierung, ein erweitertes Dateiformat (.jpx), das animiertes JPEG 2000 oder die Überlagerung von mehreren Codeströmen zu einem gemeinsamen Bild erlaubt.
- 15444-3: Motion-JPEG 2000 zur Codierung von Bewegtbildern, ähnlich Motion-JPEG.
- 15444-4: Spezifiziert Conformance-Tests und beinhaltet Stress-Tests für Decoder
- 15444-5: Referenz-Software, bestehend aus dem JasPer- und dem JJ2000-Codec.
- 15444-6: Ein Compound-Image-Dateiformat, das mehrere Codierungsverfahren miteinander kombiniert, um damit etwa eingescannte Dokumente mit Bild- und Textanteilen optimal zu codieren.
- 15444-9: Ein Image-Browsing-Protokoll, über das Ausschnitte von sehr großen Bildern (etwa aus Medizindatenbanken) über das Internet interaktiv betrachtet werden können.
- 15444-10: Kompression von dreidimensionalen Volumendaten (JP3D)
- 15444-12: ISO-Base-Media-Format, ein gemeinsam mit MPEG spezifiziertes Containerformat für Bewegtbilder.

Die Standardisierung von JPEG 2000 ist mittlerweile abgeschlossen, die ISO pflegt den Standard jedoch weiter und behebt noch Fehler bzw. diskutiert weitere Ergänzungen. Der Unterstandard Teil 5 der internationale Norm ISO/IEC 15444 kann kostenfrei heruntergeladen und eingesehen werden.

## Anwendungen
JPEG 2000 ist im Markt für Heimanwender noch nicht sonderlich präsent, es gibt jedoch einige Spezialanwendungen, in denen es intensiv eingesetzt wird:
- Der DICOM-Standard für medizinische Daten kann JPEG-2000-Bilder aufnehmen.
- Die Digital Cinema Initiatives, eine Vereinigung der meisten großen Filmstudios/-verleiher, verwendet Motion JPEG 2000 als Standard zur Speicherung, Verteilung und Darbietung von 2K- und 4K-Filmmaterial.
- Einige Fernsehanstalten nutzen Motion JPEG 2000 zur datenreduzierten Übertragung von SD-/HD-Filmmaterial in ihren Netzen.
- Einige Großarchive verwenden JPEG 2000 für die Langzeitarchivierung ihrer Dokumente. Die DFG-Praxisregeln Digitalisierung der Deutschen Forschungsgemeinschaft lassen neben TIFF auch verlustfreies JPEG 2000 zu, nennen insbesondere die effiziente Kompression als Vorteil und verweisen auf die Library of Congress und die British Library, die auf JPEG 2000 setzen.[17]
- Auf den neuen Reisepässen der Bundesrepublik Deutschland werden die Passbilder im JPEG-2000-Format gespeichert mit einer Bildgröße von 18 kB.
- Die Virtuelle-Welt-Software Second Life nutzt JPEG 2000 zur Speicherung sämtlicher Grafiken und Texturen.
- Einige Belichtungsdienste nutzen JPEG 2000 für die Übertragung der Fotos.